# Xyris welwitschii
Espèce
Xyris welwitschii est une espèce de plantes du genre Xyris dans la famille des Xyridaceae. C’est une plante qu'on retrouve de l'Angola à la Zambie, mais aussi au Cameroun.

## Étymologie
Son épithète spécifique welwitschii rend hommage au botaniste autrichien Friedrich Welwitsch.